# Georg von Kuenburg
Georg von Kuenburg (Moosham, 22 maggio 1530 – Salisburgo, 25 gennaio 1587) fu arcivescovo di Salisburgo.

## Biografia
Era figlio di Christoph von Kuenburg, custode di Moosham. Il giovane era considerato dai contemporanei come timorato di Dio, devoto, intelligente, caritatevole, umile e accogliente. Venne incoraggiato molto da suo zio Michael von Kuenburg (suo predecessore poi sulla cattedra arcivescovile salisburghese) e fu così che intraprese la carriera ecclesiastica divenendo sacerdote dal marzo del 1555 e prevosto della cattedrale dal 1579.
Con l'approvazione dell'arcivescovo Khuen-Belasi che aveva avuto un ictus nel 1579 e non era di fatto più in grado di reggere l'arcidiocesi, nel 1580 Georg von Kuenburg venne nominato vescovo coadiutore con funzioni di reggente. Georg però fece più volte delle rimostranze al capitolo della cattedrale per questa sua immeritata elezione: egli riteneva infatti che fosse di cattivo auspicio sostituire un arcivescovo ancora vivente e che per di più tale forma di supporto sarebbe potuta apparire come un tentativo di usurpazione della carica, minacciando pertanto di dimettersi più volte.
Sebbene il contenzioso fosse sempre aperto, anche Georg von Kuenburg si contrappose fermamente ai protestanti austriaci chiamando un gruppo di francescani in città al fine di sostenere le tesi della controriforma. Anche come vescovo coadiutore, Georg fu sempre consapevole dell'impossibilità di fatto di risolvere tutti i problemi politici, religiosi ed economici dell'arcidiocesi del tempo.
Il 6 ottobre 1586, alla morte del suo predecessore, venne eletto arcivescovo di Salisburgo ma morì pochi mesi dopo la sua consacrazione, nel 1587.

## Genealogia episcopale
La genealogia episcopale è:
- Vescovo Otto von Sonnenberg
- Vescovo Friedrich von Zollern
- Vescovo Rupert von Bayern
- Vescovo Mathias Schach, O.Cart.
- Vescovo Philipp von der Pfalz
- Cardinale Matthäus Lang von Wellenburg
- Vescovo Ägidius Rehm
- Vescovo Johann Kluspeck, C.R.S.A.
- Vescovo Wolfgang von Salm
- Vescovo Urban Sagstetter
- Arcivescovo Johann Jakob von Kuen-Belasy
- Vescovo Urban von Trennbach
- Arcivescovo Georg von Kuenburg